# Ontologia prawa
Ontologia prawa - odpowiada na pytanie, czym prawo jest. Zajmuje się nią filozofia prawa. 